# 소백의

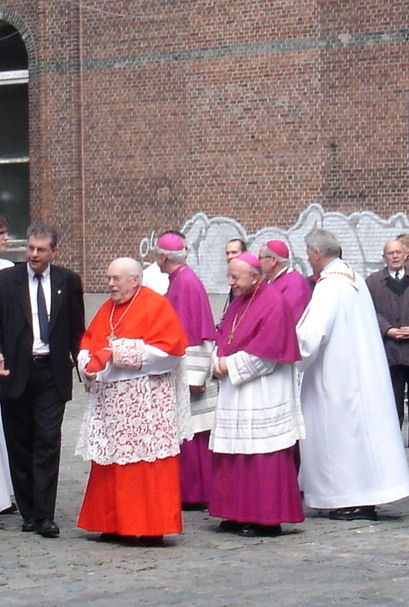
여러 가톨릭 성직자들이 가대복위에 흰색 소백의를 입고 있다.

소백의(小白衣, 라틴어: rochetum))는 일반적으로 로마 가톨릭교회 또는 성공회의 주교들이 가대복을 입을 때 착용하는 기독교의 전례복이다. 동방 교회에는 전래하지 않았다. 소백의는 폭이 좁은 소맷자락을 제외하고는 중백의와 유사하다. 로마 가톨릭교회에서는 전통적으로 소백의는 "아마포나 비슷한 천"으로 만들고, 무릎 아래까지 내려오며 때때로 소매와 옷단은 레이스로 만든다. 성공회에서는 전통적으로 소백의는 수단의 가장자리까지 내려오며 소맷자락은 손목으로 모인다.

## 같이 보기
- 성공회
- 로마 가톨릭교회